# Ingeborg Wilcke-Lindqvist
Ingeborg Wilcke-Lindqvist, född 1891 död 1974, var en svensk författare och konsthistoriker. 
Studerade konstihistoria och andra kulturhistoriska ämnen vid Stockholms högskola 1910-1914. Blev på 1910-talet knuten till arbetet med verket "Sveriges kyrkor" och arbetade ända till slutet av 1960-talet inom verkets stab. Författade även en rad beskrivningar över främst uppländska kyrkor. Har även skrivit böcker och artiklar i andra historiska ämnen.
Var sedan 1919 gift med museimannen och arkeologen Sune Lindqvist